# Ariel Kelly
Ariel Kelly (Santo Domingo; 26 de marzo de 1977) es un rapero dominicano de música cristiana. Es considerado uno de los principales exponentes del rap cristiano.
Debutó como cantante cristiano en el 2000 y desde entonces ha lanzado seis producciones de música cristiana urbana, con temas de los géneros rap y reguetón, así como, fusionados con otros ritmos. Ha colaborado con cantantes cristianos como Tercer Cielo, Lilly Goodman, y con los raperos Manny Montes, Aposento Alto, Sensato Del Patio, entre otros.
Su canción «Violencia» ha sido incluida como banda sonora de películas y series, y «El Asaltante» es la canción cristiana de rap que más se ha representado en obras teatrales.

## Carrera musical

### 2000-2010: Primeros álbumes y colaboraciones
Lanzó Juan 3:16 en 2000, un disco que contiene 10 temas al estilo rap, y la participación en dos canciones de Isabelle Valdez.
En 2004, lanzó su segundo álbum titulado Asaltante, el cual contenía más estilos, entre ellos, reguetón. a canción homónima al disco es una de las más conocidas del artista al ser representado en obras teatrales en diversos países de Latinoamérica. El rapero Redimi2 presenta el tema «Ahora Chequea». Ese mismo año, participó en el tema «5 Micrófonos» de Redimi2 Squad en colaboración con 3C, y en la segunda parte titulada «World Is Mine» en el álbum de 3C.
En 2007, llega su tercer álbum, Violencia Espiritual. En este álbum, se registran colaboraciones con Henry G, Romy Ram, Ben-Hur Berroa, y se notaron más las fusiones con otros estilos musicales.
En este tiempo, Ariel Kelly colaboró en diversos temas como «Quisqueyanos» de Nico Clínico, donde aparecían más de 10 raperos dominicanos, siendo Ariel y Redimi2 los únicos raperos cristianos del tema. Fue partícipe de la versión cristiana de la canción de rap dominicano más importante, «Capea a Dios», junto a Aposento Alto, Blessed1, Rubinsky, entre otros. También participó en el álbum de Monkey Black con la canción «Entre el bien y el mal», y grabó con el artista secular Del Patio.

### 2011-2016:AK-47 y Quinto Elemento
Luego de un receso en los estudios de grabación, Ariel regresa con AK-47, que contó con vídeo oficial para los sencillos «Así es la vida». En este álbum, también apareció la canción «Hip Hop», donde narraba la historia del rap dominicano. Fue galardonado como Mejor Producción Urbana en los Premios el Galardón 2013.
El Quinto Elemento sería el quinto álbum de Ariel, que presentó con diversos sencillos como «Así es que lo hacemos», «Pa los que chatean mucho» y «El Ladrón». El álbum sería nominado como Mejor álbum urbano en los Premios El Galardón Internacional. Participó también en otros temas como «Gangster de Dios 2» junto a Aposento Alto y otros raperos, «No me soltarás» con Damaris Guerra, «Tú fuiste» con Juan Carlos Rodríguez de Tercer Cielo.

### 2017 - actualidad:A Sangre y Fuegoy «El Exorcista»
A Sangre y Fuego es el sexto álbum de Ariel, que con los temas «Una y Mil Razones», «Con Dios No Se Juega», «La Confusión», fue promocionado.
Tras el lanzamiento del tema urbano secular «Quisqueyano 4», el rapero Ariel Kelly ha publicado varios llamados a artistas cristianos para hacer una versión enteramente cristiana con estos exponentes. El exponente ha confirmado con vídeos en sus redes a Ander Bock, Romy Ram, Peter Metivier, Henry G, entre otros como participantes de esta versión. En 2019, su trayectoria fue reconocida junto a Travy Joe y Henry G en los Premios El Galardón Internacional realizados en Expolit. Lanzó también la canción «Una ofrenda de adoración» junto a Marcos Yaroide.
En 2020, se presentó una polémica por declaraciones entre Ariel y Redimi2, dando a entender que había diferencias mínimas, y que había una oportunidad para conversar y aclararlo. Ese mismo año, lanzó «El Exorcista», un tema diss con el cual lo enfrentó al artista René Pérez (Residente) por sus letras. Ese año, estuvo nominado en Premios Redención en dos categorías, y en los Premios El Galardón como Dominicano destacado en el extranjero.
También, logró reconocimiento reciente por la canción «Violencia» junto a Henry G y Romy Ram, al ser convertida en el soundtrack del largometraje We Die Young, protagonizada por el actor Jean-Claude Van Damme, y también en la serie de Netflix, Ingobernable.
En 2022, el artista lanzó el tema «La verdad del padre de la mentira», con un vídeo musical que él mismo dirige, y actúa como protagonista y antagonista al mismo tiempo.
En 2023, formó parte del primer proyecto de música cristiana por parte del productor Boy Wonder CF titulado Chosen Few Fe, abriendo el álbum con el sencillo titulado «Autoayuda».

## Discografía

### Álbumes de estudio
- 2000: Juan 3:16
- 2004: Asaltante
- 2007: Violencia Espiritual
- 2011: AK-47
- 2014: Quinto Elemento
- 2018: A Sangre y Fuego
- 2024: Leví

## Premios y nominaciones
- 2013: Premios el Galardón. AK-47: Mejor Producción Urbana[18]
- 2019: Premios el Galardón. Reconocimiento a la trayectoria.